# Politique au Ghana
Le Ghana est une république à régime présidentiel dans laquelle le président remplit à la fois le rôle de chef de l'État et celui de chef du gouvernement. Le gouvernement exerce le pouvoir exécutif tandis que le pouvoir législatif est partagé entre le parlement (système mono-caméral) et le gouvernement. La Constitution du Ghana, qui inaugure la IVe République, jette les bases d'un État républicain démocratique, déclarant le Ghana comme une république unie dont la souveraineté appartient au peuple. Le partage du pouvoir entre le président, le parlement, le gouvernement ainsi qu'un système judiciaire indépendant, doit contribuer à éviter des coups d'État, la prise du pouvoir par un gouvernement dictatorial ou par un parti unique. La constitution actuelle, qui succède à celles de 1957, 1960, 1969 et 1979, s'inspire en partie de dispositions et d'institutions issues des constitutions britannique et américaine. Une disposition controversée assure l'immunité des membres du PNDC pour tout acte ou omission pendant les années où le PNDC était au pouvoir. [réf. souhaitée]

## Histoire
Le 24 juillet 2012, John Dramani Mahama remplace le président John Atta Mills, brutalement mort à l'âge de 68 ans, à la suite d'une courte et brutale maladie. Selon les termes de la Constitution ghanéenne, John Mahama est à la tête du pays jusqu'au mois de décembre 2012, date de l'élection présidentielle. Il est réélu président de la République du Ghana le 7 décembre 2012 et est investi dans ses fonctions le 7 janvier 2013 malgré l'opposition qui conteste son accession au pouvoir.
Lors des élections générales ghanéennes de 2016, l'opposant Nana Akufo-Addo est élu président,.

## Pouvoir exécutif
| Fonction                        | Nom                       | Parti | Depuis         |
| ------------------------------- | ------------------------- | ----- | -------------- |
| Président de la République      | John Dramani Mahama       | NDC   | 7 janvier 2025 |
| Vice-président de la République | Jane Naana Opoku-Agyemang | NDC   | 7 janvier 2025 |

Le président de la République et le gouvernement se partagent le pouvoir exécutif. Le président exerce les fonctions de chef de l'État, chef du gouvernement et chef des armées. C'est lui qui nomme le vice-président de la République. La Constitution requiert que la majorité des ministres nommés par le président de la République doivent être choisis parmi les membres du parlement.

### Galerie de dirigeants
Présidence : 

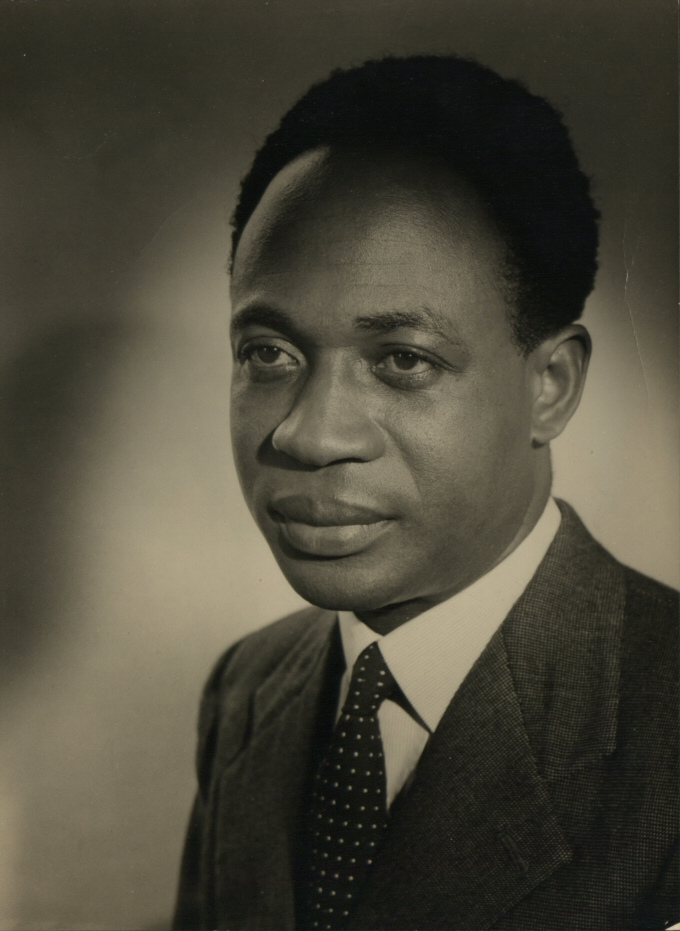
Kwame Nkrumah 1960-1966
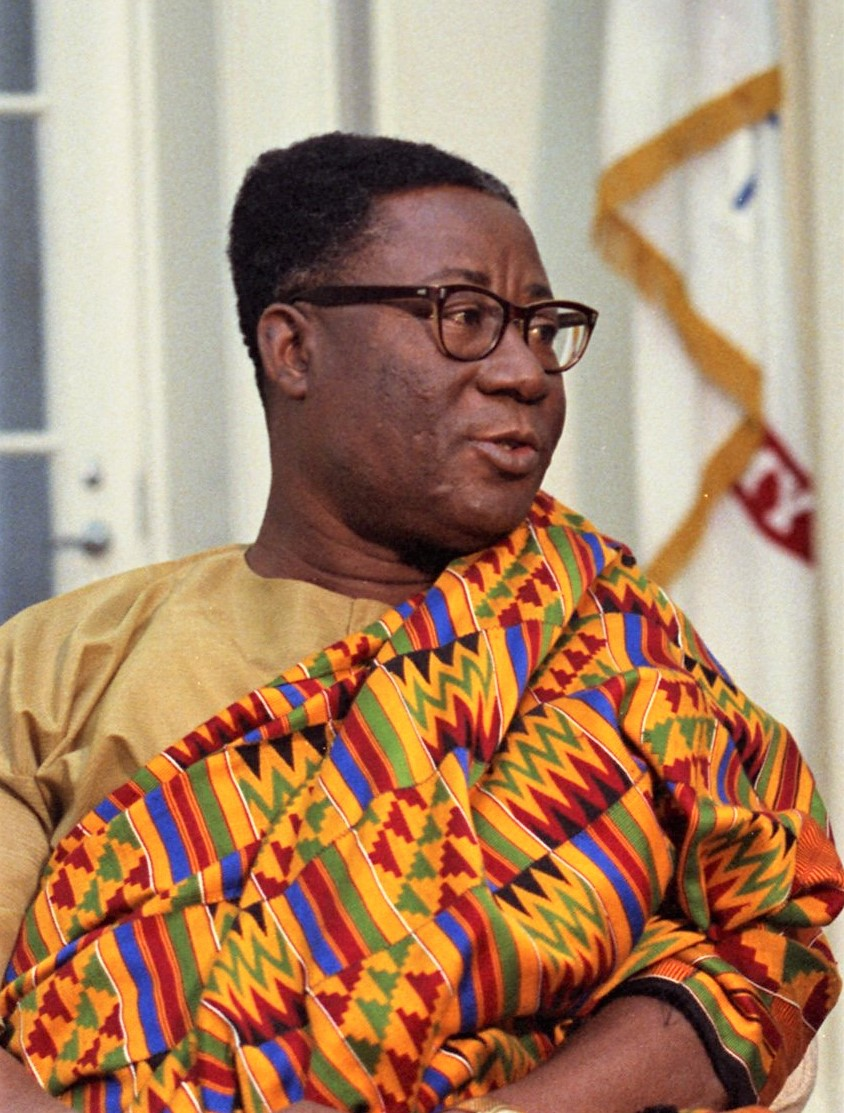
Joseph Arthur Ankrah 1966-1969
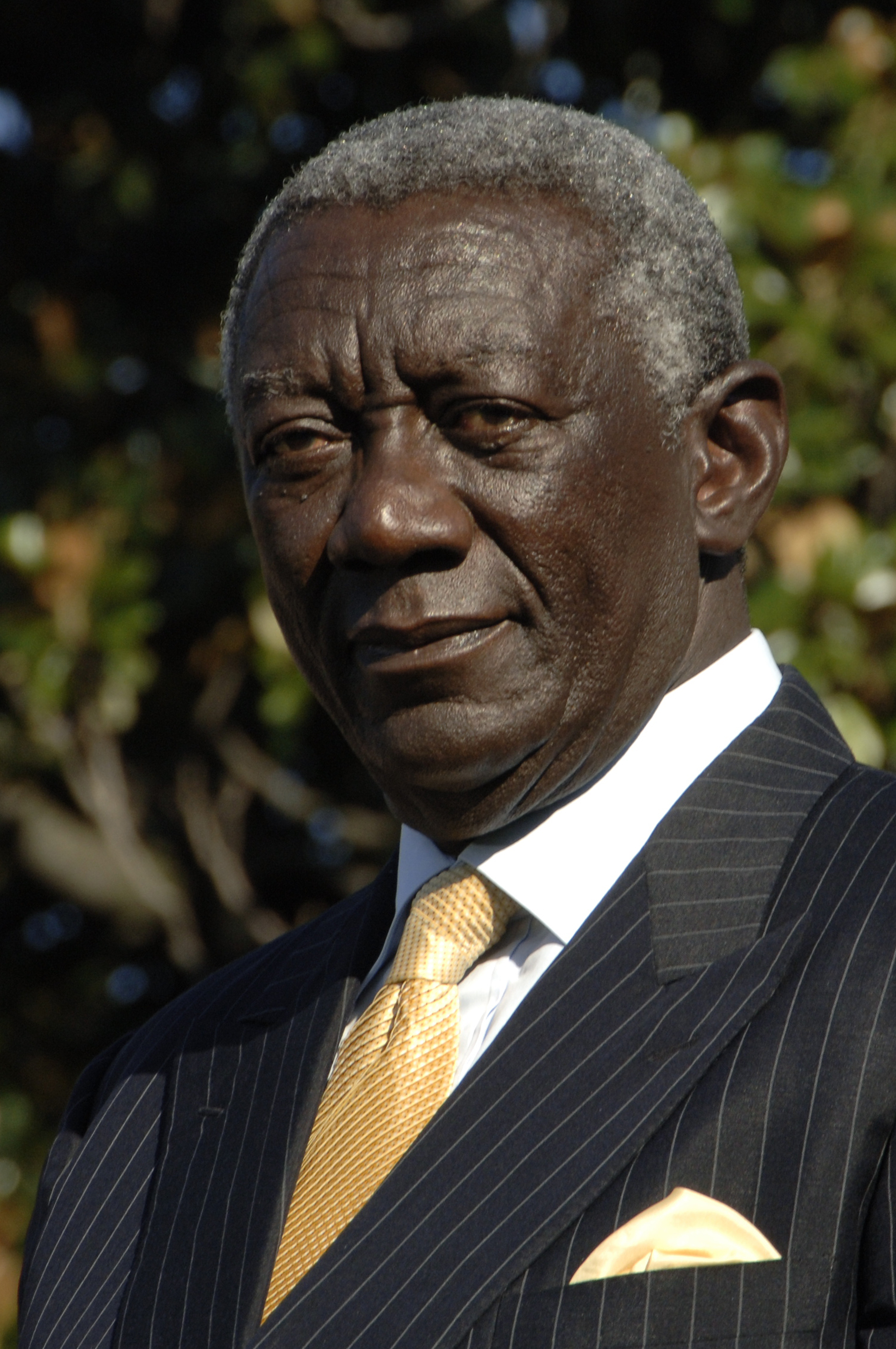
John Kufuor 2001-2009
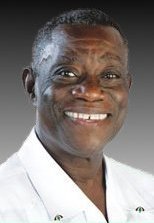
John Atta Mills 2009-2012
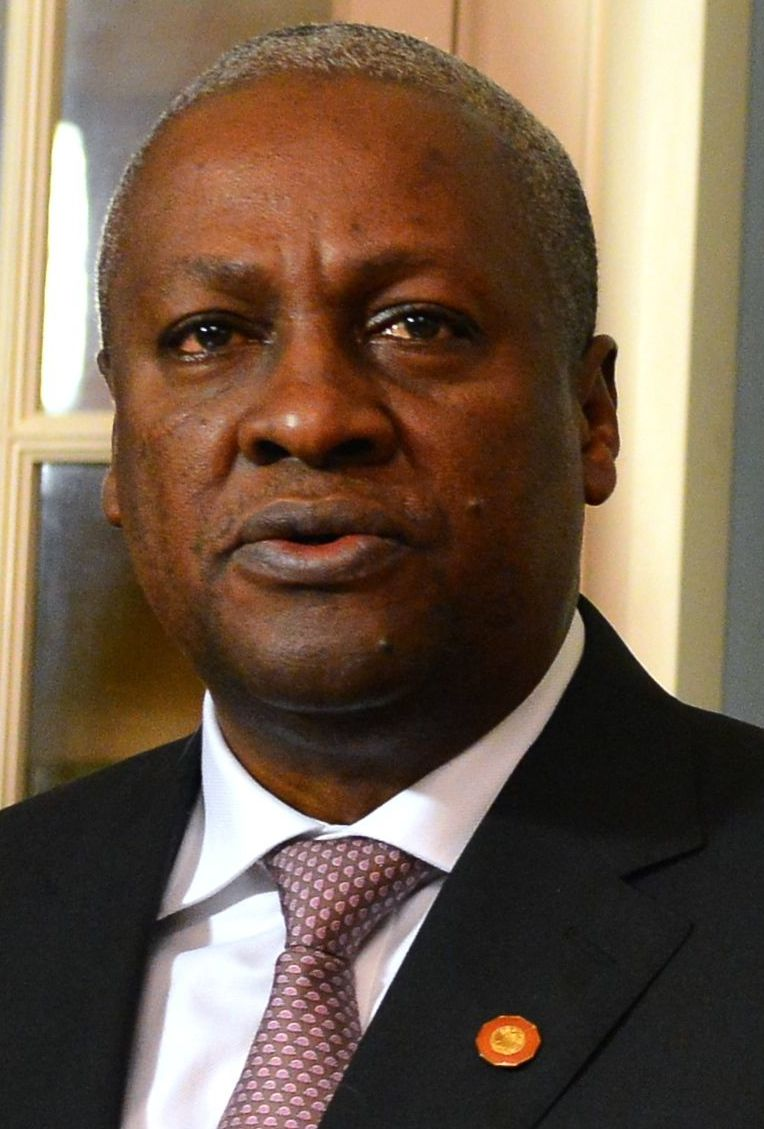
John Dramani Mahama 2012-2017 2024-présent
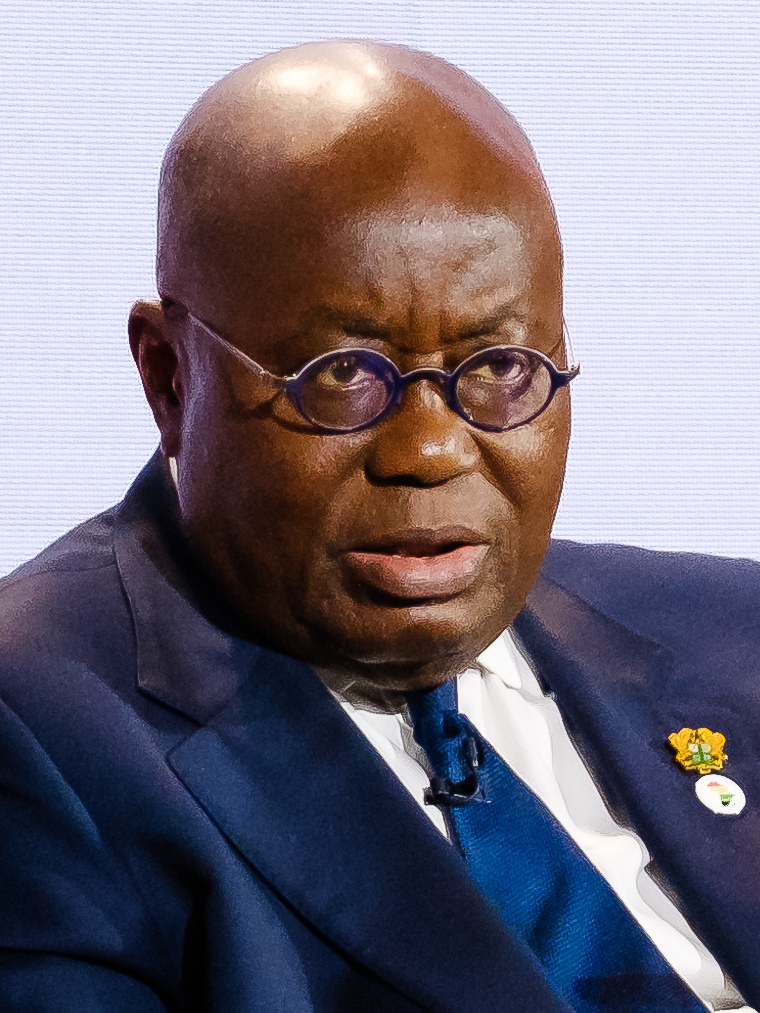
Nana Akufo-Addo 2017-2024

Vice-présidence :

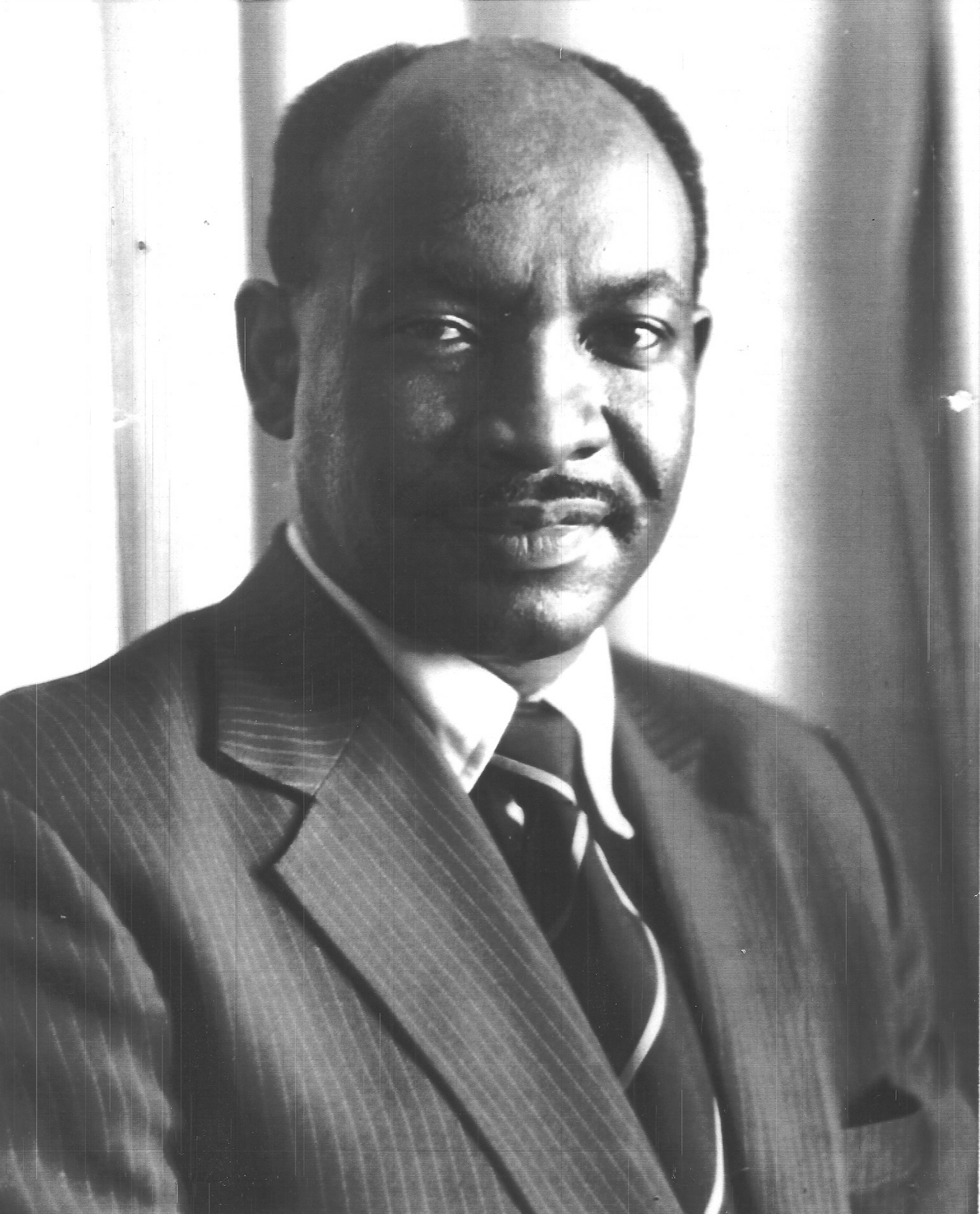
Joseph de Graft Johnson 1979-1981
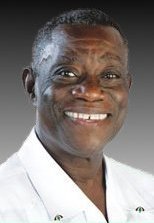
John Atta Mills 1997-2001
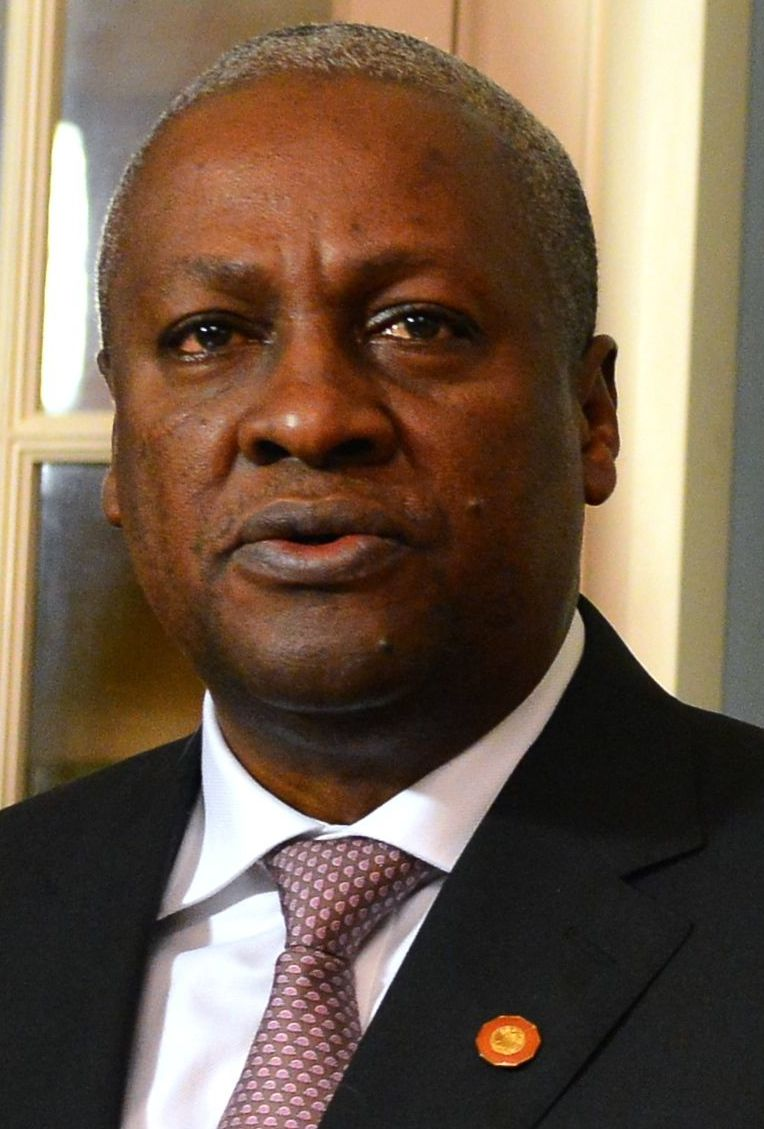
John Dramani Mahama 2009-2012
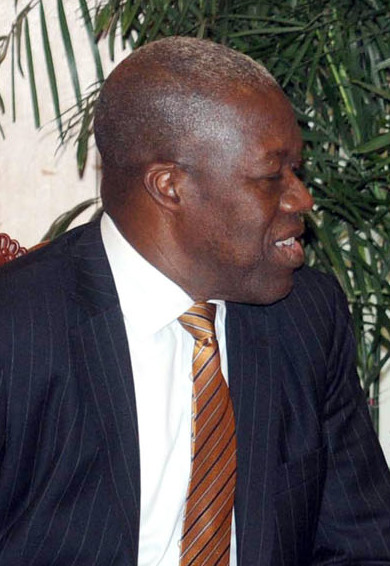
Kwesi Amissah-Arthur 2012-2017
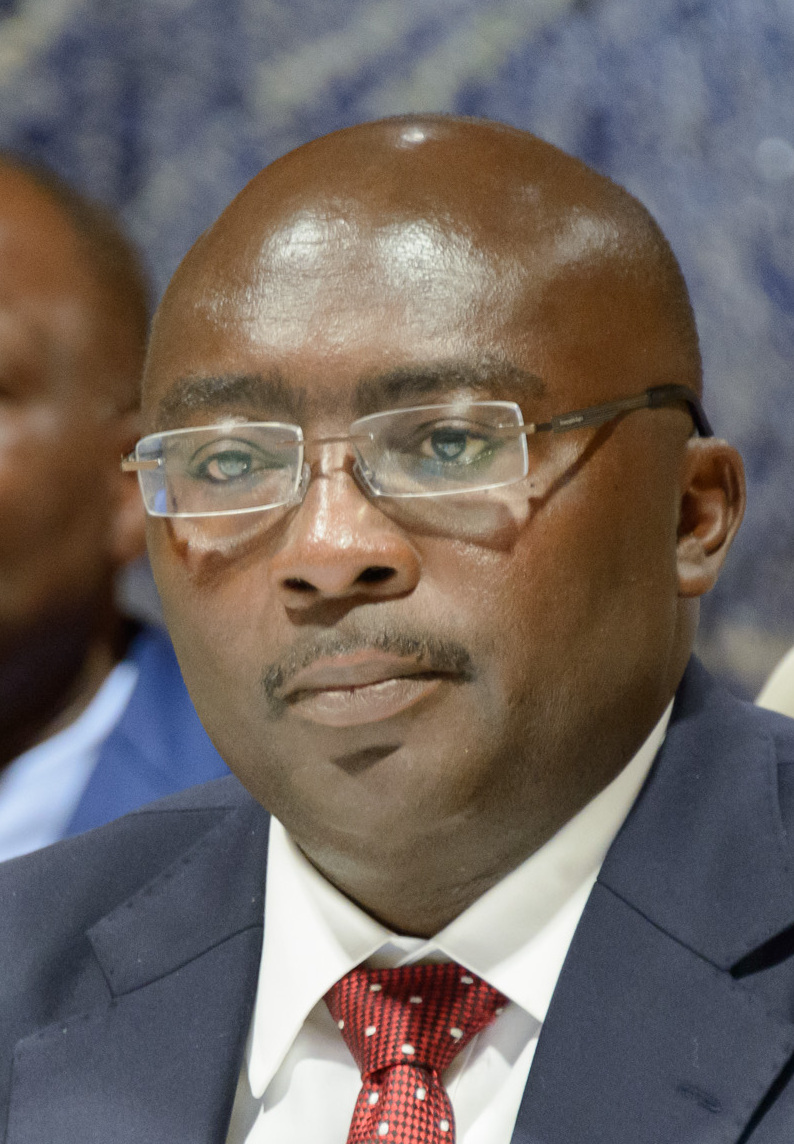
Mahamudu Bawumia 2017-2024
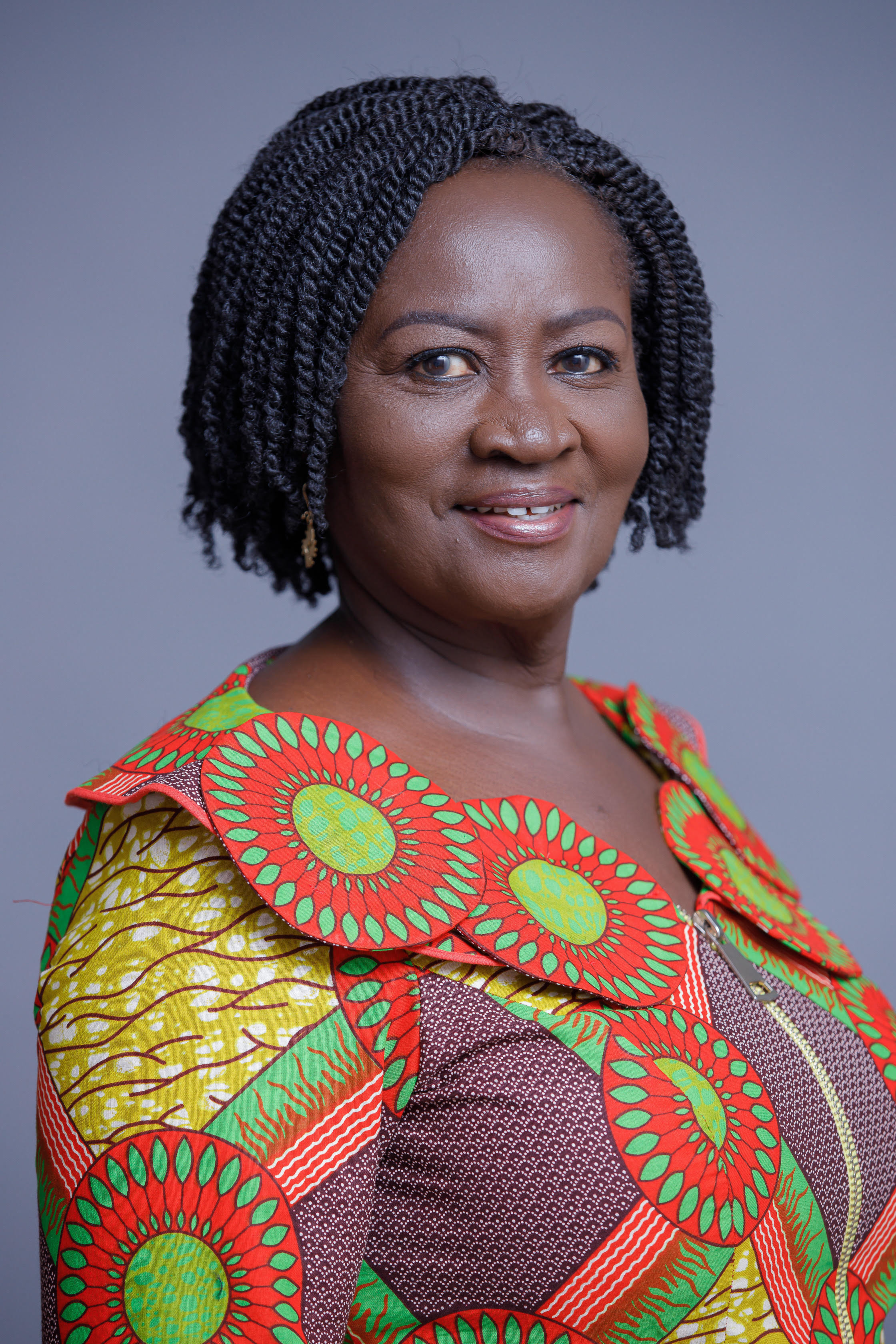
Jane Naana Opoku-Agyemang 2024-présent

## Pouvoir législatif
Le Parlement est formé d'une Chambre unique de 200 membres, plus le président. Ce dernier dispose d'un droit de veto, sauf pour les dossiers votés en urgence. Les membres du parlement sont élus au suffrage universel direct et à la majorité simple pour une période de quatre ans. En temps de guerre, la législature peut être prolongée par tranches de 12 mois. Le système majoritaire adopté par le Ghana a favorisé l'émergence d'un parlement bi-partite.

## Pouvoir judiciaire
Le pouvoir judiciaire est indépendant de l'exécutif et du législatif. Les tribunaux peuvent connaître de toute affaire civile ou pénale. La Cour suprême dispose d'un pouvoir d'examen étendu. La Constitution l'autorise à examiner la constitutionnalité de toute loi ou de tout acte du pouvoir exécutif, sur requête de tout citoyen qui fait valoir un intérêt digne de protection.
La hiérarchie des cours est largement inspirée du système britannique :
- Cour suprême du Ghana ;
- Cour d'appel ;
- Haute cour de justice ;
- tribunaux régionaux.